# 日内瓦科尔纳万车站
日內瓦科尔纳万车站（法語：Gare de Genève-Cornavin）是瑞士日内瓦最主要的铁路车站。其规模在瑞士居第四位，每日约接待旅客4万人次，开行列车230车次。
科尔纳万车站不但是瑞士联邦铁路（CFF）及连接瑞士和意大利的齐萨尔皮诺（Cisalpino）众多铁路线路的经行或终点站，也连通法國國家鐵路（SNCF）所属的高速列车（TGV）线路及罗纳-阿尔卑斯地区省际列车（TER）。